# Ellis Jenkins
Pour les articles homonymes, voir Jenkins.
Pas d'image ? Cliquez ici

a Compétitions nationales et continentales officielles uniquement.

b Matchs officiels uniquement.
Dernière mise à jour le 29 juillet 2024.
Ellis Jenkins, né le 29 avril 1993 à Church Village (pays de Galles), est un joueur international gallois de rugby à XV. Il évolue au poste de troisième ligne aile à Cardiff Rugby durant sa carrière.

## Biographie
Ellis Jenkins naît à Church Village au pays de Galles.

### Carrière en club
Passé par l'académie des Cardiff Blues et le Cardiff RFC en Welsh Premiership, Jenkins fait ses débuts dans le Pro 12 pour la franchise de Cardiff en 2011, à l'occasion d'un match à domicile contre Aironi Rugby.
Devenu un titulaire régulier de l'équipe au fil des années, il porte le brassard de capitaine en 2018 lors de la finale de Challenge européen contre Gloucester Rugby,,.
Blessé avec le pays de Galles à l'automne 2018, il ne retrouve les terrains que plus de huit-cent jours après, lors d'un match amical contre les Ospreys, une victoire 38-21 où Jenkins impressionne en marquant notamment un essai,. Il s'illustre également en Pro14, retrouvant très vite un statut de titulaire avec la franchise de Cardiff,.
À l'issue de la saison 2023-2024, il annonce mettre un terme à sa carrière sportive.

### Carrière en sélection
International gallois avec les moins de 20 ans, Jenkins est désigné capitaine de son équipe lors du Championnat du monde junior deux années d'affilée, battant la Nouvelle-Zélande en phase de poule (ce qui n'était jamais arrivé aux Baby Blacks auparavant) et terminant à la 3e place en 2012, puis atteignant la finale de la compétition en 2013.
Devant prouver sa valeur pour intégrer la sélection galloise senior, derrière des joueurs comme Warburton, Lydiate, Tipuric, Navidi et Shingler, Jenkins fait finalement ses débuts avec le pays de Galles lors de la tournée de 2016 en Nouvelle-Zélande, où il n'est appelé qu'à la suite de plusieurs forfaits sur blessure,.
Fort de son statut en club, Jenkins est nommé capitaine du pays de Galles par Warren Gatland dès sa deuxième titularisation, à l'occasion d'un match contre l'Afrique du Sud à Washington en 2018,.
Enchainant les victoires au sein d'une des meilleures équipes du pays de Galles de son histoire — qui passe plus d'une année invaincue, — il est nommé homme du match lors d'une victoire remarquée contre l'Afrique du Sud à l'automne 2018,. Mais cette rencontre se révèle aussi être celle où Jenkins subit la blessure la plus grave de sa carrière, son genou gauche endommagé ne lui permettant de retrouver les terrains que plus de deux ans plus tard, après plusieurs interventions chirurgicales,,. Il manque ainsi la Coupe du monde 2019 et le Grand Chelem des siens dans le Tournoi des Six Nations 2019 plus tôt la même année,.
Trente-six mois après sa dernière cape, il connaît une nouvelle sélection avec le pays de Galles le 6 novembre 2021 pour le test match contre les champions du monde en titre sud-africains, retrouvant directement le brassard de capitaine lors des deux rencontres suivantes, en l'absence d'Alun Wyn Jones blessé.